# Joncet (els Masos)
Joncet, o Lloncet és un dels quatre nuclis de població que formen la comuna dels Masos, a la comarca del Conflent (Catalunya del Nord).
És a prop del centre de la comuna dels Masos.

## Etimologia
Joan Coromines, en el seu Onomasticon Cataloniae, explica que Joncet prové de juncetum (joncar), col·lectiu en -etum de juncus (jonc).

## Història
Originalment se l'anomenà Vincitellum, com consta en una donació que el comte Guifré II de Cerdanya va fer el 1035 al monestir de Cuixà, i que el situa al municipi de Marqueixanes, on encara hi romania a finals del segle xvi, igual que hi romanien els pobles d'Avellanet, Llonat i el Roure que en el futur s'integrarien igualment als Masos. Vincitellum rebé posteriorment el nom de Joncet (Juncet, 1371 i també a finals del segle xvi), potser pel seu lloc d'encreuament de camins, del llatí junctum o tal vegada per la presència de joncars. Modernament el nom s'ha canviat per Lloncet, sembla que per evitar confusions amb el llogaret homònim, pertanyent a la comuna de Serdinyà.